# سرهی کلیپ پرت
سرهی کلیپ پرت (انگلیسی: Serhiy Klippert؛ زادهٔ ۳۱ march ۱۹۸۹ (۳۵ سال)) ورزشکار ورزش شنا اهل اوکراین است.
وی در مسابقات کشوری و بین‌المللی در مجموع برندهٔ ۴ مدال طلا، ۵ مدال نقره، ۵ مدال برنز شده‌است.